# 정윤정 (성우)
정윤정(1975년 10월 29일 ~ )은 대한민국의 성우이다. 1997년 EBS에 입사했으며, 현재는 EBS 16기이다. 교육방송 성우극회 소속이다.

## 주요 출연작

### 애니메이션
- 《갓슈벨》(챔프) - 미즈노 스즈메, 우마곤
- 《강철수염과 게으른 동네》(EBS) - 트릭시
- 《개구쟁이 형제 픽스와 팍시》(EBS)
- 《그리스 로마 신화 - 전설의 수호자들》(EBS) - 아탈란테
- 《극상학생회》(챔프) - 사유리 엄마
- 《기사 피핀의 천한 가지 모험》(EBS) - 아만딘
- 《꼬마거북 프랭클린》(EBS)
- 《꼬마공주 유시》(재능TV) - 에르미나
- 몬스터 하이 (넷플릭스) - 클로드 울프

- 《꼬마돼지 피글리의 모험》(EBS) - 숀, 엄마
- 《꼬마음악가 모차르트》(EBS)
- 《나나》(애니원) - 세리자와 레이라
- 《날아라! 특공대》(EBS)
- 《내 친구 아서》(EBS) - 넬라
- 《내 친구 토토》(EBS) - 팽글
- 《노마는 평범해》(EBS)
- 《디어 보이즈》(애니원) - 김주영
- 《뚜바뚜바 눈보리》(EBS) - 코지보리
- 《레카》(EBS) - 리키아, 아미
- 《마법의 책과 역사 탐험대》(EBS) - 프레디
- 《말썽꾸러기 띠떼프》(EBS)
- 《매콤한 가족》(EBS) - 고쵸
- 《몬카트》(EBS) - 로라 제시
- 《미운오리 새끼 페오》(EBS)
- 《뱀파이어 헌터 OVA》(애니박스) - 아니타
- 《빈이랑 와리》(EBS) - 엄마
- 《빛의 전사 프리큐어 Splash Star》(애니원) - 이보라, 큐어 이그렛, 큐어 윈디
- 《산타마을 친구들》(EBS)
- 《생쥐의 세계여행》(EBS)
- 《세계명작동화 - 꼬마 토끼 레지의 숲 속 탐험》(EBS)
- 《수지와 마빈》(애니원) - 마빈
- 《스타게이트》(EBS) - 티랄
- 《시간탐험대》(EBS) - 알라딘
- 《심슨 가족》(EBS) - 짐보
- 《악동클럽》(EBS) - 로즈, 클러치
- 《야! 러그래츠》(EBS) - 사만다
- 《엘리의 야생탐험》(EBS)
- 《우리는 쌍둥이》(EBS) - 에이미
- 《유령성의 오싹오싹 이야기》(EBS) - 샐리
- 《이누크》(EBS) - 이누크의 엄마
- 《자크 쿠스토의 해양 탐사대》(EBS) - 후미코
- 《조이드 신세기 제로》(챔프) - 여자
- 《조지가 줄었어요》(EBS) - 엄마
- 《쫑알쫑알 진저》(재능TV)
- 《캐치! 티니핑》(KBS2) - 또까핑
- 《페이트 스테이 나이트》(애니맥스) - 이리야스필 폰 아인츠베른, 미쓰즈리 아야코, 라이더
- 《폴짝폴짝 포포비》(재능TV) - 포포비
- 《푸콘 가족》(애니원) - 마이키

### 영화
- 《조니 카파할라, 눈 위의 서퍼》(EBS) - 에밀리 (커스틴 스톰스)
- 《포스 오브 네이처》(SBS)

### 외화
- 《사랑의 마을 에버우드》 (EBS) - 레이니

### 방송
- 《방귀대장 뿡뿡이》 (EBS) - 뿡순이

### 게임
- 《사이킥 포스 2012》- 레지나 벨프론드